# Henri Julien Allard
Pour les articles homonymes, voir Henri Allard et Allard.
Henri Julien Allard, né à Tournai le 12 juin 1803 et mort dans cette même ville le 17 novembre 1882, est un industriel et homme politique belge francophone libéral.
Il fut député de Tournai,, et conseiller communal à Tournai.

## Biographie
Henri Julien Allard devient en 1838 administrateur des Charbonnages de Strépy-Bracquegnies, qu'il développe : créations de hauts-fourneaux et d'une fonderie. D'un point de vue social, il fait construire une cité ouvrière, une église, une meunerie et une boulangerie à Bracquegnies.
Il est fondateur en 1842 de l'Association libérale de Tournai, la première de Belgique, et devient député en 1848. Il le restera jusqu'en 1882. Il fut également conseiller communal de Tournai de 1868 jusqu'à sa mort et membre de la Commission administrative des hospices.